# Raya-El
Raya-El era un personaje ficticio de la serie de televisión estadounidense Smallville. Era asistente kryptoniano de Jor-El, y era aliada de Clark Kent.

## Apariencia
Raya tenía un físico en forma, pelo rubio largo hasta los hombros y ojos azules apariencia física.

## Personalidad
Raya es una mujer joven lógico y razonable, porque ella entiende completamente posible la vida de Clark en la Tierra cuando los demás solo podían adivinar.
Ella es capaz de defenderse a sí misma, con patadas y el uso de cuchillos. Sin embargo, cuando las habilidades ofensivas entró en juego, que no era una coincidencia.
Raya es un firme creyente en la responsabilidad y el destino

## Poderes y habilidades
Raya muestra las siguientes habilidades, mientras que en la Tierra:
- Solar Batería: capacidad Raya se vieron afectados por el sol amarillo de la Tierra después de que fue liberado de la Zona Fantasma .
- Super Fuerza: Ella fue capaz de patear Baern a través de la granja Kent, lo que le causó un gran dolor.
- Super Velocidad: Raya podía correr tan rápido o incluso un poco más rápido de Clark.
- Super Endurance: Raya puede funcionar durante largos períodos de tiempo sin cansarse.
- Factor de Curación: Ella fue capaz de regenerarse después de Baern la golpeó con una explosión poderosa radiación.

## Vulnerabilidad
Raya serían vulnerables a las radiaciones de kryptonita como todos natal Krypton. Ya que ella solo pasó seis semanas en la tierra, ella no puede tener aun plenamente desarrollado sus habilidades de Krypton. A pesar de que muestra un factor de curación y super velocidad, murió de un ataque de la Zona Fantasma prisionero escapado Baern mientras que Clark sobrevivió a una versión más débil del ataque, lo que demuestra que los kryptonianos puede sobrevivir a un ataque de Baern aunque no totalmente encendido.

## Historia
nació y se crio en el planeta Krypton. Ella creció y quería ser un científico, y menos a la edad de 20 años, obtuvo un trabajo para el respetado científico Jor-El, el padre de Kal-El. Cuando Jor-El comenzó a sospechar sobre la estabilidad de Krypton como un planeta, ella le ayudó a construir una nave que podría ser capaz de llevar a su hijo a un planeta lejano para la seguridad.
Cuando Krypton estaba a punto de ser destruido, Jor-El envió Raya en la Zona Fantasma mientras él y Lara trató de encontrar una manera de detener la destrucción del planeta, a pesar de Raya quejas sobre que te quieras quedar con Jor-El. Jor-El le dio un Cristal de El para alejar los fantasmas de la Zona Fantasma hasta que pudo ser liberado.
Durante su tiempo allí, ella se familiarizó con algunos de los otros prisioneros, como Baern, Nam-Ek y Aethyr.

## Smallville

### Sexta temporada
Después de que ella salvó Clark de los fantasmas, Raya lo llevó a su campamento, donde lo interrogó y descubrió que era Kal-El. Ella le dijo a Clark sobre Krypton y la puerta de entrada Zona Fantasma. Antes de irse, Raya Clark dio el Cristal de El para ayudarle a dejar de Zod, y lo ayudó a escapar de la Zona Fantasma, mientras que matar Nam-Ek. Desafortunadamente, Raya fue apuñalado por Aethyr como Clark estaba escapando. Después de Clark abrió la puerta de enlace, tirando en algunos de los otros Zoners hacia el otro lado, Raya había logrado ser tirado en también.
Algún tiempo después, las imágenes de satélite de Industrias Queen demostró que Raya había salido de la Zona Fantasma y aterrizó en algún lugar de Australia. Su herida de arma blanca logró curarse bajo los efectos del sol amarillo de la Tierra. Más tarde, ella fue a buscar a Clark Kent en la Granja en traje terrenal, sino que se convirtieron en amigos cercanos. Clark mostró Raya Smallville, ya que supersped alrededor de la ciudad, y ella parecía realmente impresionado por la Tierra.
Raya explicó las verdaderas razones de Clark estar en la Tierra y por qué es necesario que dure su entrenamiento con Jor-El. Luego luchó contra la Baern Zoner, que había poseído un adolescente llamado Lamar. Raya dijo a Clark que tenían que recuperar la caja Negro kryptoniano de Lex Luthor. De lo contrario, podría convertirse en Baern lo suficientemente potente como para matar a los dos
Clark tomó Raya a la Fortaleza de la Soledad donde se hicieron intentos para arreglarlo. Trágicamente, Raya fue asesinado por Baern.
Sus últimas palabras fueron que lo sentía que si ella no podía compartir en el destino de Kal-El, lo que indica un momento de afecto ocurridos durante su breve periodo de tiempo juntos. La muerte de Raya impulsó a  Clark a completar su formación con Jor-El, pero solo una vez que todos los prisioneros de la Zona Fantasma fueron encarcelados o asesinados. Clark posiblemente enterró su cuerpo.

## Capítulos
- Zod: 1
- Fallout (Lluvia Radioactivas): 6

## Curiosidades
- Si Raya se quedó con Jor-El y Lara en Krypton, ella no habría sido capaz de ayudar a Clark Kent escapar de la Zona Fantasma y salvar la Tierra de Brainiac y el General Zod.
- Ella ayudó a Jor-El barco build Kal-El. En la mayoría de las encarnaciones de Superman, Jor-El ha tenido ayudar a construir nave de Kal-El. En los cómics, Lara Lor-Van ayudó a Jor-El barco build Kal-El.
- La actriz Pascale Hutton también se observó en la cuarta temporada es Eterna como Karen Gallagher.